# Mabel Bagenal
Mabel Bagenal (vers 1571 - décembre 1595) est une noble irlandaise et comtesse de Tyrone. Elle est souvent appelée de manière simpliste « l'Hélène de Troie des guerres élisabéthaines ».

## Biographie
Mabel Bagenal est née vers 1571 à Newry. Elle est la plus jeune enfant de Sir Nicholas Bagenal et d'Eleanor Griffith de Penrhyn au pays de Galles. À la mort de son père en 1590, celui charge son fils, Henry, de « disposer avec précaution » de Bagenal par un mariage judicieux. Turlough Luineach O'Neill avait précédemment exprimé son intérêt à l'épouser. Hugh O'Neill, comte de Tyrone et récemment veuf, déclare son amour pour Mabel Bagenal et la demande en mariage. Hugh Bagenal refuse. Elle est envoyée vivre à Turvey dans le comté de Dublin avec sa sœur Lady Mary Barnewall. Son frère renvoie la décision à la reine et au conseil privé d'Angleterre, déclarant que sa sœur n'est pas prête à vivre dans un foyer gaélique aussi incivil. Un certain nombre de responsables éminents, dont l'archevêque Loftus et Sir Geoffrey Fenton, pensent que le mariage du couple est d'intérêt public.
Bagenal et O'Neill anticipe la décision. Ils s'engagent à se marier quand il lui rend visite à Turvey en juillet, après quoi ils s'enfuient. Ils sont mariés par Mgr Thomas Jones le 3 juillet 1591 après que l'évêque a été assuré que Bagenal avait donné son libre consentement,.
Son frère est toujours opposé au mariage et déclare « que mon sang qui, en mon père et en moi-même, a souvent été répandu en réprimant cette race rebelle, devrait maintenant être mélangé avec une souche traître et ses semblables ». Il questionne aussi l'authenticité du divorce entre O'Neill et sa première femme et retient la dot de Bagenal de 1000 £. O'Neill encourage Bagenal à meubler son château à Dungannon, espérant qu'elle apporte une influence civilisatrice à la maison. Elle achète des tapisseries et des peintures à Londres, apportant une esthétique anglaise au château. Contre la volonté de son frère, elle se convertit au catholicisme, ce qui, avec l'infidélité présumée d'O'Neill, alimente encore plus son inimitié.
En mai 1593, le couple s'affronte à propos du meurtre de Phelim mac Turlough O'Neill. À partir de ce moment, il lui interdit de réapparaître en public. Bagenal meurt en décembre 1595, soit à Dungannon ou à Newry ayant peut-être quitté O'Neill et déposé une plainte public contre lui.
Il a été suggéré qu'un squelette découvert lors d'une fouille archéologique en 2011 pourrait être celui de Bagenal.